# Manfred Schmidt
Manfred Schmidt (ur. 16 stycznia 1936 w Schwabhausen, zm. 21 sierpnia 2016) – niemieck polityk i prawnik, parlamentarzysta krajowy i europejski.

## Życiorys
Po ukończeniu gimnazjum w Eichstätt studiował prawo na Uniwersytet Ludwika i Maksymiliana w Monachium, zdał państwowe egzaminy prawnicze I i II stopnia. Od 1966 do 1969 pracował jako prokurator przy sądzie w Monachium, następnie praktykował jako adwokat. W 1957 wstąpił do Socjaldemokratycznej Partii Niemiec. Od 1969 do 1990 zasiadał w Bundestagu, od 1973 do 1979 był oddelegowany do Parlamentu Europejskiego.
Pochowany w Monachium.

## Odznaczenia
Odznaczony Krzyżem Wielkim I Klasy Orderu Zasługi Republiki Federalnej Niemiec (1986) i Bawarskim Orderem Zasługi (1981).